# Mälardal
Het Mälardal is een dichtbevolkt gebied rond het Mälarmeer in het midden van Zweden, oftewel het oostelijke deel van Svealand. Vaak wordt ook het gebied Groot-Stockholm (Stockholm en voorsteden) ertoe gerekend.
Steden die typisch bij dit gebied horen, zijn Västerås, Eskilstuna, Enköping en Strängnäs. Soms wordt ook Uppsala erbij genoemd.